# 洛桑堅贊 (立法委員)
洛桑堅贊（1901年—？），西藏却瓊（恪循）人，中华民国政治人物。

## 生平
洛桑坚赞生于1901年（清朝光绪二十七年）。早年毕业于札什伦布寺医学院。后来，九世班禅被国民政府任命为西陲宣化使，洛桑坚赞任西陲宣化使公署总务处副处长。他还担任“班禅大师教下大夫堪布”。1948年，洛桑坚赞当选立法院第1届立法委员。